# Інформаціонізм
Інформаціонізм — це термін, що використовується для опису способу мислення чи філософії створених різким збільшенням значимості Великих даних (Big Data). Вперше термін Інформаціонізм був використаний Девідом Бруксом (David Brooks) у The New York Times в 2013 році. Більш недавно, поняття було розширене всесвітньо відомим істориком, соціологом і футурологом Ювалом Ноєм Харарі, який називає це новонародженою ідеологією, або навіть релігією майбутнього, в якій потік інформації грає ключову роль і вважається визначальною цінністю.

## Історія
Девід Брукс у The New York Times - Лютий 2013: «Якщо ви попросите мене описати зростаючу філософію сьогодення, я відповім вам — Інформаціонізм». Брукс засвідчив, що в світі зростаючого впливу і об'єму даних, спирання на них може зменшити когнітивні упередження «Виявити шаблони поведінки, які раніше не були поміченими».
В 2015 в своїй книзі «Інформаціонізм» Стів Лорс поглянув на те як великі дані змінюють суспільство. використовує цей термін для опису революції великих даних.
В свої книзі «Людина Божественна» (Homo Deus) Харарі розвиває цю тему далі ставлячи її в історичний контекст. Він засвідчив, що соціальні і політичні процеси можуть мати вигляд системи обробки даних. Інформаціонізм стверджує, що всесвіт складається з потоків даних. Цінність будь-яких явищ чи сутностей є визначена їхнім внеском в процес обробки даних.
Харарі постановляє: « Ми можемо інтерпретувати існування людського виду як процес обробки даних, а окремі особистості виступають його чіпами». Він також стверджує, що весь процес людської революції можна розглянути як процес підвищення ефективності цієї ж системи обробки даних- збільшення кількості і різноманітності процесорів (людей), збільшення кількості зв'язків між цими процесорами і покращення свободи пересування по наявних зв'язках.
Він продовжує твердити, що Інформаціонізм, як і будь-яка інша релігія має власні практичні заповіді. Інформаціоніст повинен хотіти максимізувати потік даних шляхом під'єднання до нових і нових медіа, і вірити в свободу інформації — найбільше добро. Харарі стверджує, що Аарон Шварц, який пішов із життя будучи притягнутим до відповідальності через звільнення сотень тисяч наукових робіт з онлайн архіву JSTOR, може стати «першим мучеником» Датаїзму.